# 莫斯克拉 (納里尼奧省)
莫斯克拉是哥倫比亞的城市，位於該國西南部，由納里尼奧省負責管轄，始建於1824年5月24日，面積1,770平方公里，處於海拔水平面，2005人口11,873。

## 外部連結
- （西班牙文） Mosquera official website

2°29′25″N 78°29′43″W / 2.49028°N 78.4953°W